# بطاقة الشبكة
بطاقات الشبكة (بالإنجليزية: Network interface controller أو network interface card أو  network adapter أو  LAN adapter أو physical network interface)‏ وتختصر إلى (NIC)  ويعني واجهة بطاقة الشبكة (وهذه الترجمة لا تعبر عن المعنى الصحيح لإسم البطاقة).
بطاقة الشبكة هي إحدى مكونات الحاسوب الصلبة المهمة، والتي من دونها لا يمكن للحاسوب الإتصال بأي شبكة «الأنترنت» مثلا، أي تسمح لمستخدم الحاسوب التواصل مع الحواسيب الأخرى عن طريق شبكة حاسوب، وبطاقة الشبكة تتعامل مع الطبقتين الأول والثانية من طبقات OSI نظام (الاتصال المتبادل بين الأنظمة المفتوحة)
وهاتين الطبقتين هن:
1. الطبقة الأولى «المادية أوالفيزيائية» "Physique".
2. الطبقة الثانية «ربط البيانات» "Liaison de données".

وتؤمن بطاقة الشبكة شيئان هما:
1. الوصول المادي أو الحقيقي للشبكة.
2. تحديد عنوان المرسل والمستقبل عن طريق عنوان بطاقة الشبكة MAC Adresses .

و أيضا بعض تقنيات الشبكات الموجودة حاليا مثل الإيثرنت تعتمد على بطاقة الشبكة اعتماد أساسي. وكل بطاقة شبكة الإيثرنت له 48-بت بأرقام تسلسية تسمى بالـ MAC Adress، والذي يكون مخزن في ذاكرة ذاكرة القراءة فقط خاصة موجودة في نفس بطاقة الشبكة.

## الهدف منه

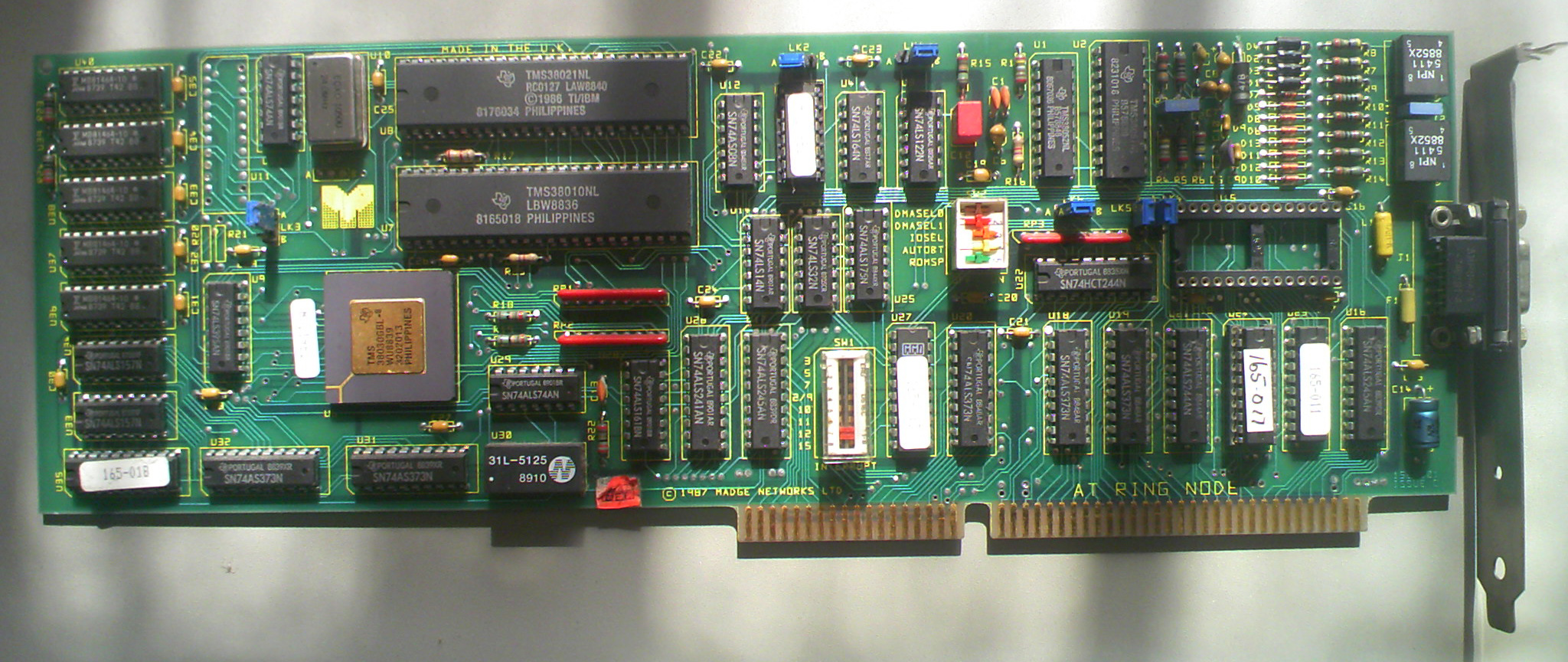
A Madge 4/16 Mbit/s Token Ring بنية صناعية قياسية NIC

## معلومات البطاقة
تتصل بطاقة الشبكة مع اللوحة الأم مع:
- منافذ الـ PCI.
- مدمجة مع اللوحة الأم.
- منافذ الـ ISA .
- منافذ الـ PCMCIA (منفذ خارجي).
- منافذ الـ USB (منفذ خارجي).
- منافذ الـ EISA (منفذ قديم).
- منافذ الـ MCA (منفذ قديم).

وتختلف بطاقات الشبكة حسب طبيعة الكوابل الموصولة بها ونجد:
- بطاقة شبكة الإيثرنت Ethernet وتنقسم حسب سرعتها إلى:

- الإيثرنت Ethernet .
-الإيثرنت السريعة Fast Ethernet .
-الجيجا إيثرنت Gigabit Ethernet .
- بطاقة شبكة بالألياف الضوئية Optical Fiber وهي أسرع بطاقة.

- وتعتمد على مبدا (FDDI (Fiber Distributed Data Interconnect في نقل البيانات.
- بطاقة شبكة لا سلكية وأشهرها البطاقة التي تعتمد على إشارات Wi-Fi.

سرعات بطاقة الشبكة:
- 10 Mbit/s .
- 100 Mbit/s .
- 1000 Mbit/s .
- تصل إلى 160 Gbit/s .

أشهر المصانع:
- Novell .
- Intel .
- Realtek .
- TP LINK
- D-LINK

## دور البطاقة
يمكن اختصار دور بطاقة الشبكة في تحضير ومراقبة وإرسال البيانات على مستوى الشبكة بالاعتماد على قواعد معينة وموضوعة من طرف IEEE 802

## انظر أيضًا

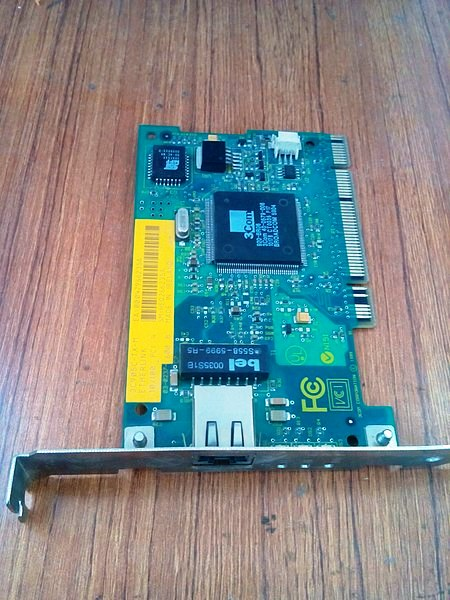
بطاقة شبكة الإيثرنت